# آگوستا ای۱۲۹ مانگوستا
آگوستا ای۱۲۹ مانگوستا در پاسخ به نیاز ارتش ایتالیا به یک هلیکوپتر مدرن تهاجمی است که توسط کارخانه آگوستا در اوایل دهه ۱۹۷۰ طراحی و ساخته شده‌است. این بالگرد در زمان خود یکی از پیشرفته ترین‌ها از نوع خود بوده‌است و با دارا بودن سیستم‌های اتوماتیک بار زیادی را از دوش خدمه خود برداشته است

## طراحی و مراحل ساخت

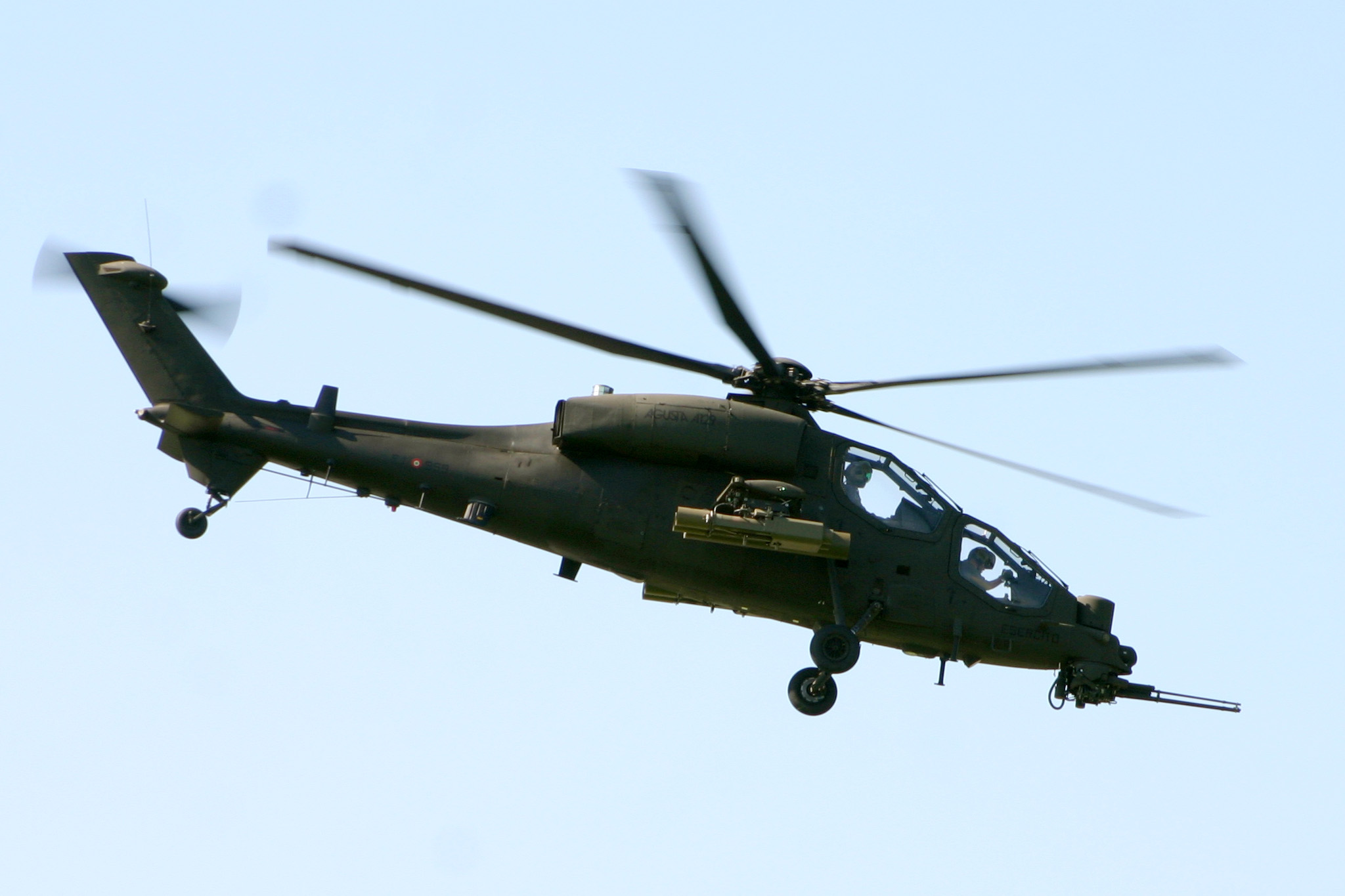
گوستا ای۱۲۹ مانگوستا

بالگرد تهاجمی ایتالیایی آگوستا A ۱۲۹ ارتش ایتالیا که تحت لیسانس آمریکا در ایتالیا ساخته می‌شود
اولین نمونه این هلیکوپتر پرواز آزمایشی خود را در ۱۵ سپتامبر سال ۱۹۸۳ انجام داد هرچند قبل از آن نیز دو بار در ۱۱ و ۱۳ سپتامبر پروازهای کوتاهی انجام داده بود. ابتدا ارتش ایتالیا در نظرداشت ۱۰۰ فروند از هلیکوپتر Mangusta را به خدمت بگیرد ولی به دلیل فروکش کردن آتش اختلافات و جنگ سرد این تعداد به ۶۰ فروند تقلیل یافت و در نهایت هم ۴۵ فروند به ارتش ایتالیا تحویل داده شد و در سال ۱۹۹۲ تولید آن متوقف شد

## توضیح و عملیات‌ها
در بالگرد تهاجمی کلاه خدمه دارای نمایشگر و چشمی مخصوص و سنسوری است که به کمک آن خدمه می‌توانند تنها با نگاه کردن به هدف، توپ را به سمت آن بچرخانند و هدف گیری کنند این بالگرد دارای یک توپ گاتلینگ ۳ لول ۲۰ میلیمتری آمریکایی ام ۱۹۷ در دماغه و ۵۰۰ گلوله ۱۰۲×۲۰ میلیمتری برای توپ است لازم با ذکر است دارای ۸ موشک تاو است همچنین این هلیکوپتر توانایی حمل مسلسل‌های بیشتر در جایگاه موشک‌های خود و همین‌طور حمل راکت انداز‌های غیر هدایت شونده را دارد. موتور این هلیکوپتر دو موتور توربوشفت Piaggio است که در ایتالیا تحت لیسانس کارخانه رولز-رویس تولید می‌شود و همین‌طور روتور این بالگرد از پنج تیغه تشکیل شده‌است.
این بالگرد در عملیات سازمان ملل از سال ۱۹۹۲ تا ۱۹۹۴ در سومالی شرکت داشت

## مشخصه‌ها
- ورود به خدمت:۱۹۹۰
- خدمه:۲ نفر
- طول:13.45 متر
- اندازه روتور:۱۱٫۹ متر
- وزن (بدون سلاح):۲٫۵ تن
- بیشینه وزن هنگام برخاست:۴٫۱ تن
- موتور:۲ موتور توربوشافت Piaggio
- قدرت موتور:۲ موتور هر یک به قدرت ۸۲۵ اسب بخار
- شعاع عملیات:۱۰۰ کیلومتر

## تسلیحات
- یک توپ ۲۰ میلیمتری
- ۸ موشک ضد تانک تاو
- یک تیربار ۱۲٫۷ میلیمتری
- راکت اندازهای غیر هدایت شونده